# Misión Permanente de México en Zimbabwe
La Misión Permanente de México en Zimbabue fue la Embajada de México ante Zimbabue, en Harare. Abrió sus puertas el 1 de junio de 1990, cerró definitivamente el 31 de enero de 1994 por restricciones presupuestarias. Desde entonces el embajador en Pretoria es acreditado en Harare

## Embajadores ante Zimbabue
- Gobierno de Carlos Salinas de Gortari (1988 - 1994)
  - (1990 - 1990): Eduardo Giles Martínez
  - (1990 - 1994): de:Víctor Manuel Solano Montaño
  - (1994 - Actualidad): (Cerrado)